# Franz von Hipper
Franz Ritter von Hipper (ur. 13 września 1863, zm. 25 maja 1932) – niemiecki admirał.

## Życiorys
Urodził się w Weilheim in Oberbayern w Bawarii w rodzinie właściciela sklepu. W latach 1873–79 uczył się w gimnazjum w Monachium, które ukończył, nie przystępując jednak do matury. Zgłosił się do armii Bawarii jako ochotnik, po czym wstąpił do Kaiserliche Marine w 1881 roku jako 18-letni kadet. Służył na fregatach SMS „Niobe” i SMS „Leipzig”, na której odbył rejs dookoła świata w latach 1882–1884. W 1885 roku uzyskał stopień oficerski. Od 1892 do 1894 roku dowodził torpedowcami, a od 1895 roku całą II Rezerwową Flotyllą Torpedowców. Od 1898 roku służył jako nawigator na okręcie flagowym floty SMS „Kurfürst Friedrich Wilhelm”, a od kolejnego roku na jachcie cesarskim „Hohenzollern”. W 1906 roku objął dowództwo krążownika pancernego „Friedrich Carl”. W październiku 1913 został wyznaczony na stanowisko dowódcy Morskich Sił Zwiadowczych.
Po rozpoczęciu I wojny światowej, w 1914 Hipper dowodził krążownikami liniowymi podczas sporadycznych rajdów przeciwko nadbrzeżnym angielskim miastom, m.in. w grudniu 1914 atakując Scarborough. Dowodził niemieckimi krążownikami liniowymi podczas bitwy o Dogger Bank w styczniu 1915 roku.
Podczas bitwy jutlandzkiej (31 maja – 1 czerwca 1916) zadał Royal Navy poważne straty, zatapiając 3 krążowniki liniowe przeciwnika. Niedługo potem król Ludwik III Bawarczyk nadał mu tytuł rycerski. W sierpniu 1918 Hipper został awansowany do rangi admirała i uzyskał stanowisko głównodowodzącego floty pełnomorskiej.
Odszedł ze służby 30 listopada 1918 i spędził resztę życia w Othmarschen niedaleko Hamburga. Po śmierci urna z jego prochami została odesłana do rodzinnego miasta. Podczas II wojny światowej jego imieniem ochrzczono niemiecki ciężki krążownik – „Admiral Hipper”.

## Odznaczenia
Odznaczenia adm. von Hippera to między innymi:
- Order Pour le Mérite (Prusy)
- Order Orła Czerwonego I klasy z gwiazdą, liśćmi dębu i mieczami (Prusy)
- Order Orła Czerwonego IV klasy z koroną (Prusy)
- Order Królewski Korony II klasy (Prusy)
- Krzyż Żelazny I klasy (Prusy)
- Odznaka za Służbę Wojskową (Prusy)
- Komandor Orderu Maksymiliana Józefa (Bawaria)
- Krzyż Wielki II klasy Order Zasługi Wojskowej z mieczami i gwiazdą (Bawaria)
- Bremeński Krzyż Hanzeatycki (Brema)
- Hamburski Krzyż Hanzeatycki (Hamburg)
- Lubecki Krzyż Hanzeatycki (Lubeka)
- Krzyż Zasługi Wojskowej II klasy (Meklemburgia)
- Krzyż Fryderyka Augusta II klasy (Oldenburg)
- Komandor II klasy Orderu Alberta z gwiazdą i mieczami (Saksonia)
- Kawaler I klasy Orderu Sokoła Białego (Saksonia-Weimar)
- Komandor Orderu Zasługi Wojskowej (Wirtembergia)
- Komandor Orderu Świętego Olafa (Norwegia)
- Order Świętej Anny II klasy (Imperium Rosyjskie)
- Order Świętego Stanisława II klasy (Imperium Rosyjskie)